# Brugdag
Een brugdag is in Vlaanderen een vrije dag tussen een bestaande feestdag en het weekend. De term wordt ook af en toe in Nederland gebruikt voor een door de werkgever aangewezen verplichte vrije dag (bijvoorbeeld de vrijdag tussen Hemelvaartsdag op donderdag en de zaterdag daarop).
Een brugdag is niet een officieel goedgekeurde wettelijke norm binnen Nederland en wordt alleen gebruikt in België, een werkgever mag dus niet een medewerker dwingen om het te gebruiken maar wel voorstellen.

## België
Wanneer een donderdag een feestdag is en de mensen dus vrij hebben, dan is de daaropvolgende vrijdag vaak een brugdag. Zo heeft men een lang weekend.
Bij Belgisch Koninklijk Besluit zijn brugdagen tevens compensatiedagen voor wettelijke feestdagen die dat jaar op een zaterdag of zondag vallen.